# Skærbæk, Tønders kommun
Skærbæk (tyska: Scherrebek) är en tätort i Tønders kommun i Region Syddanmark i Danmark. Tätorten har 3 227 invånare (2024). Den ligger på Jylland, cirka 25 kilometer norr om Tønder. Skærbæk var centralort i Skærbæks kommun fram till kommunreformen 2007.